# محمد سلمان (لاعب كريكت)
محمد سلمان (7 أغسطس 1981 بكراتشي في باكستان - ) (بالأردوية: محمد سلمان)‏ (بالإنجليزية: محمد سلمان)‏ هو لاعب كريكت باكستاني. شارك مع منتخب باكستان للكريكت.

## وصلات خارجية
- محمد سلمان على موقع إي آس بي آن كريك إنفو (الإنجليزية)